# Forcalqueiret
Forcalqueiret é uma comuna francesa na região administrativa da Provença-Alpes-Costa Azul, no departamento de Var. Estende-se por uma área de 10,33 km². Em 2010 a comuna tinha 3 109 habitantes (densidade: 301 hab./km²).